# Colin huppé
Colinus cristatus
Espèce
Statut de conservation UICN

 LC  : Préoccupation mineure
Le Colin huppé (Colinus cristatus) est une espèce d'oiseau galliforme appartenant à la famille des Odontophoridae.

## Description
Cette espèce mesure entre 22 et 24 cm de longueur pour une masse de 131 à 141 g. Le dessus du corps est brun terne vermiculé de gris, de blanc et de noir. Les pattes sont brun grisâtre. Cette espèce est caractérisée notamment par de grandes taches blanches marquant le ventre. Elle présente un dimorphisme sexuel : le mâle arborant une huppe plus développée que la femelle et un plumage un peu plus coloré tandis que chez celle-ci il est plus chamoisé, la tête (en particulier la face et la gorge mouchetées ou barrées de noir) et le dessous du corps sont également davantage marqués de blanc. Le jeune ressemble beaucoup à la femelle mais les rayures du plumage sont moins distinctes et les couvertures primaires bordées de chamois.

## Répartition
Son aire s'étend à travers le nord de l'Amérique du Sud, le Costa Rica et les îles Sous-le-Vent.

## Habitat
Ses habitats naturels sont les zones arbustives sèches subtropicales ou tropicales, les zones humides saisonnières ou inondées des prairies subtropicales ou tropicales en plaine, et les anciennes forêts dégradées jusqu'à environ 1 500 m d'altitude (localement jusqu'à 3 200 m en Colombie).

## Comportement
Cet oiseau vit en groupes pouvant atteindre et même dépasser 12 individus.

## Sous-espèces
Cet oiseau est représenté par 13 sous-espèces qui diffèrent en particulier par la coloration de la face et de la poitrine mais aussi par la longueur de la huppe (ces différences sont plus nettes chez les mâles que chez les femelles).
Selon la classification de référence du Congrès ornithologique international (version 15.1, 2025) :
- Colinus cristatus mariae Wetmore, 1962 — sud-ouest du Costa Rica et province du Chiriquí ;
- Colinus cristatus panamensis Dickey & Van Rossem, 1930 — sud-ouest du Panama ;
- Colinus cristatus decoratus (Todd, 1917) —	nord de la Colombie ;
- Colinus cristatus littoralis (Todd, 1917) — contreforts de la Sierra Nevada de Santa Marta ;
- Colinus cristatus cristatus (Linnaeus, 1766) —	nord-est de la Colombie, nord-ouest du Venezuela, Aruba et Curaçao ;
- Colinus cristatus horvathi (Madarász, G, 1904) — Cordillère de Mérida ;
- Colinus cristatus barnesi Gilliard, 1940 —	centre-ouest du Venezuela ;
- Colinus cristatus sonnini (Temminck, 1815) —	centre-nord du Venezuela, Plateau des Guyanes et nord du Brésil ;
- Colinus cristatus mocquerysi Hartert, EJO, 1894) —	nord-est du Venezuela ;
- Colinus cristatus leucotis (Gould, 1844) —	vallée du Río Magdalena ;
- Colinus cristatus badius Conover, 1938 — centre-ouest de la Colombie ;
- Colinus cristatus bogotensis Dugand, 1943 — centre-nord de la Colombie ;
- Colinus cristatus parvicristatus (Gould, 1843) — centre-est de la Colombie et centre-sud du Venezuela.

Colinus cristatus continentis (Cory, 1913) n'est pas reconnu comme une sous-espèce et est inclus dans la sous-espèce cristatus.